# Offenbach-Hundheim
Offenbach-Hundheim è un comune di 1.198 abitanti della Renania-Palatinato, in Germania.
Appartiene al circondario (Landkreis) di Kusel (targa KUS) ed è parte della comunità amministrativa (Verbandsgemeinde) di Lauterecken-Wolfstein.
Il suo territorio è bagnato dal fiume Glan.